# اچ‌ام‌اس وینچستر (۱۶۹۸)
اچ‌ام‌اس وینچستر (۱۶۹۸) (به انگلیسی: HMS Winchester (1698)) یک کشتی بود که طول آن ۱۳۰ فوت (۳۹٫۶ متر) بود.